# League Cup 1999/2000
Der League Cup 1999/2000 war die 40. Austragung des Football League Cup (meist nur als League Cup bekannt).
Am Pokalwettbewerb, der am 10. August 1999 für die 92 englischen Spitzenvereine begann, nahmen die Mannschaften der ersten bis vierten englischen Profiliga teil. Die ersten beiden Runden wurden über Hin- und Rückspiel, die folgenden drei Runden im K.-o.-System über eine Partie und im Halbfinale wieder über Hin- und Rückspiel entschieden. Das Finale, das letztmalig im alten Wembley-Stadion gespielt wurde, entschied am 27. Februar 2000 der Erstligist Leicester City für sich. Unterlegener Finalist waren die Tranmere Rovers.

## Wettbewerb

### Erste Runde
Zur ersten Runde traten die Vereine an, die in der Vorsaison 1998/99 die 70 schwächsten Platzierungen in der Gesamttabelle aller vier Profiligen belegt haben. Anders gesprochen hatten 20 Mannschaften der ersten Liga sowie zwei Erstligaabsteiger in der ersten Runde ein Freilos.
|                        | Gesamt          |                         | Hinspiel | Rückspiel |
| ---------------------- | --------------- | ----------------------- | -------- | --------- |
| FC Darlington          | 4:6             | Bolton Wanderers        | 1:1      | 3:5       |
| Halifax Town           | 1:5             | West Bromwich Albion    | 0:0      | 1:5       |
| Luton Town             | 2:4             | Bristol Rovers          | 0:2      | 2:2       |
| Lincoln City           | 4:6             | FC Barnsley             | 2:4      | 2:2       |
| Carlisle United        | 0:6             | Grimsby Town            | 0:0      | 0:6       |
| Cardiff City           | 3:3 (3:2 i. E.) | Queens Park Rangers     | 1:2      | 2:1 n. V. |
| FC Blackpool           | 3:4             | Tranmere Rovers         | 2:1      | 1:3       |
| Birmingham City        | 5:1             | Exeter City             | 3:0      | 2:1       |
| AFC Bournemouth        | 4:3             | FC Barnet               | 2:0      | 2:3       |
| FC Bury                | 1:2             | Notts County            | 1:0      | 0:2       |
| Cambridge United       | 3:4             | Bristol City            | 2:2      | 1:2       |
| Macclesfield Town      | 1:4             | Stoke City              | 1:1      | 0:3       |
| Hartlepool United      | 3:4             | Crewe Alexandra         | 3:3      | 0:1       |
| Northampton Town       | 2:5             | FC Fulham               | 1:2      | 1:3       |
| Southend United        | 0:3             | Oxford United           | 0:2      | 0:1       |
| Swindon Town           | 1:2             | Leyton Orient           | 0:1      | 1:1       |
| FC Walsall             | 8:2             | Plymouth Argyle         | 4:1      | 4:1       |
| York City              | 1:3             | Wigan Athletic          | 0:1      | 1:2       |
| Wycombe Wanderers      | 4:3             | Wolverhampton Wanderers | 0:1      | 4:2       |
| Sheffield United       | 6:0             | Shrewsbury Town         | 3:0      | 3:0       |
| Stockport County       | 3:1             | Oldham Athletic         | 2:0      | 1:1       |
| Scunthorpe United      | 0:2             | Huddersfield Town       | 0:2      | 0:0       |
| Preston North End      | 3:0             | AFC Wrexham             | 1:0      | 2:0       |
| Norwich City           | 3:2             | Cheltenham Town         | 2:0      | 1:2 n. V. |
| AFC Rochdale           | 2:4             | FC Chesterfield         | 1:2      | 1:2       |
| Rotherham United       | 0:3             | Hull City               | 0:1      | 0:2       |
| FC Brentford           | 0:4             | Ipswich Town            | 0:2      | 0:2       |
| Brighton & Hove Albion | 0:4             | FC Gillingham           | 0:2      | 0:2       |
| Manchester City        | 6:0             | FC Burnley              | 5:0      | 1:0       |
| FC Reading             | 2:1             | Peterborough United     | 0:0      | 2:1       |
| Nottingham Forest      | 3:1             | Mansfield Town          | 3:0      | 0:1       |
| Swansea City           | 3:1             | FC Millwall             | 2:0      | 1:1       |
| Torquay United         | 0:3             | FC Portsmouth           | 0:0      | 0:3       |

### Zweite Runde
Zu den 35 Siegern der ersten Runde gesellten sich die zwei Erstligaabsteiger sowie 13 weitere Premier-League-Vereine, die sich nicht für einen europäischen Wettbewerb qualifiziert haben, hinzu.
|                      | Gesamt          |                     | Hinspiel | Rückspiel |
| -------------------- | --------------- | ------------------- | -------- | --------- |
| Charlton Athletic    | 0:0 (1:3 i. E.) | AFC Bournemouth     | 0:0      | 0:0       |
| Cardiff City         | 2:4             | FC Wimbledon        | 1:1      | 1:3       |
| Chester City         | 0:6             | Aston Villa         | 0:1      | 0:5       |
| FC Chesterfield      | 1:2             | FC Middlesbrough    | 0:0      | 1:2       |
| Crewe Alexandra      | 3:2             | Ipswich Town        | 2:1      | 1:1       |
| Crystal Palace       | 5:7             | Leicester City      | 3:3      | 2:4       |
| Bradford City        | (a)3:3(a)       | Reading             | 1:1      | 2:2 n. V. |
| Manchester City      | 3:4             | FC Southampton      | 0:0      | 3:4       |
| Nottingham Forest    | 2:1             | Bristol City        | 2:1      | 0:0       |
| FC Barnsley          | (a)4:4(a)       | Stockport County    | 1:1      | 3:3 n. V. |
| Birmingham City      | 3:0             | Bristol Rovers      | 2:0      | 1:0       |
| FC Gillingham        | 1:6             | Bolton Wanderers    | 1:4      | 0:2       |
| Grimsby Town         | 4:2             | Leyton Orient       | 4:1      | 0:1       |
| Swansea City         | 1:3             | Derby County        | 0:0      | 1:3       |
| AFC Sunderland       | 8:2             | Walsall             | 3:2      | 5:0       |
| Tranmere Rovers      | 6:4             | Coventry City       | 5:1      | 1:3       |
| FC Watford           | (a)3:3(a)       | Wigan Athletic      | 2:0      | 1:3 n. V. |
| West Bromwich Albion | 5:4             | Wycombe Wanderers   | 1:1      | 4:3 n. V. |
| Stoke City           | 1:3             | Sheffield Wednesday | 0:0      | 1:3       |
| Sheffield United     | 2:3             | Preston North End   | 2:0      | 0:3       |
| Huddersfield Town    | 4:3             | Notts County        | 2:1      | 2:2       |
| Norwich City         | 0:6             | FC Fulham           | 0:4      | 0:2       |
| Oxford United        | 2:1             | FC Everton          | 1:1      | 1:0       |
| FC Portsmouth        | 1:6             | Blackburn Rovers    | 0:3      | 1:3       |
| Hull City            | 3:9             | FC Liverpool        | 1:5      | 2:4       |

### Dritte Runde
Neben den 25 Siegern der zweiten Runde kamen nun noch die sieben Vereine, die sich für einen europäischen Vereinswettbewerb qualifiziert hatten, dazu.
| Datum            |                      | Ergebnis  |                   |
| ---------------- | -------------------- | --------- | ----------------- |
| 12. Oktober 1999 | FC Arsenal           | 2:1       | Preston North End |
| 12. Oktober 1999 | Birmingham City      | 2:0       | Newcastle United  |
| 12. Oktober 1999 | Bradford City        | 2:3       | FC Barnsley       |
| 12. Oktober 1999 | Tranmere Rovers      | 2:0       | Oxford United     |
| 12. Oktober 1999 | West Bromwich Albion | 1:2       | FC Fulham         |
| 12. Oktober 1999 | FC Wimbledon         | 3:2 n. V. | AFC Sunderland    |
| 13. Oktober 1999 | Aston Villa          | 3:0       | Manchester United |
| 13. Oktober 1999 | FC Chelsea           | 0:1       | Huddersfield Town |
| 13. Oktober 1999 | Derby County         | 1:2       | Bolton Wanderers  |
| 13. Oktober 1999 | Leeds United         | 1:0       | Blackburn Rovers  |
| 13. Oktober 1999 | Leicester City       | 2:0       | Grimsby Town      |
| 13. Oktober 1999 | FC Middlesbrough     | 1:0       | FC Watford        |
| 13. Oktober 1999 | Sheffield Wednesday  | 4:1       | Nottingham Forest |
| 13. Oktober 1999 | FC Southampton       | 2:1       | FC Liverpool      |
| 13. Oktober 1999 | Tottenham Hotspur    | 3:1       | Crewe Alexandra   |
| 13. Oktober 1999 | West Ham United      | 2:0       | AFC Bournemouth   |

### Vierte Runde
| Datum             |                   | Ergebnis        |                     |
| ----------------- | ----------------- | --------------- | ------------------- |
| 30. November 1999 | Birmingham City   | 2:3             | West Ham United     |
| 30. November 1999 | Bolton Wanderers  | 1:0             | Sheffield Wednesday |
| 30. November 1999 | Huddersfield Town | 1:2 n. V.       | FC Wimbledon        |
| 30. November 1999 | FC Middlesbrough  | 2:2 (3:1 i. E.) | FC Arsenal          |
| 30. November 1999 | Tranmere Rovers   | 4:0             | FC Barnsley         |
| 1. Dezember 1999  | Aston Villa       | 4:0             | FC Southampton      |
| 1. Dezember 1999  | FC Fulham         | 3:1             | Tottenham Hotspur   |
| 15. Dezember 1999 | Leicester City    | 0:0 (3:0 i. E.) | Leeds United        |

### Viertelfinale
| Datum             |                  | Ergebnis        |                  |
| ----------------- | ---------------- | --------------- | ---------------- |
| 14. Dezember 1999 | Tranmere Rovers  | 2:1             | FC Middlesbrough |
| 11. Januar 2000   | Bolton Wanderers | 2:1             | FC Wimbledon     |
| 11. Januar 2000   | West Ham United  | 1:3 n. V.       | Aston Villa      |
| 12. Januar 2000   | Leicester City   | 3:3 (4:2 i. E.) | FC Fulham        |

### Halbfinale
Die Hinspiele wurden am 12. Januar 2000 und 25. Januar 2000, die Rückspiele am 26. Februar 2000 und 2. Februar 2000 ausgetragen.
|                  | Gesamt |                 | Hinspiel | Rückspiel |
| ---------------- | ------ | --------------- | -------- | --------- |
| Bolton Wanderers | 0:4    | Tranmere Rovers | 0:1      | 0:3       |
| Aston Villa      | 0:1    | Leicester City  | 0:0      | 0:1       |

### Finale
| Leicester City                                        | Leicester City | Tranmere Rovers | Tranmere Rovers |
| ----------------------------------------------------- | --- | --- | --------------- |
| Leicester City                                        | \| Finale \| \| Sonntag, 27. Februar 2000 in London (Wembley-Stadion) \| \| Ergebnis: 2:1 (1:0) \| \| Zuschauer: 74.313 \| \| Schiedsrichter: Alan Wilkie \| \| Spielbericht \|                                         | \| Finale \| \| Sonntag, 27. Februar 2000 in London (Wembley-Stadion) \| \| Ergebnis: 2:1 (1:0) \| \| Zuschauer: 74.313 \| \| Schiedsrichter: Alan Wilkie \| \| Spielbericht \|                   | Tranmere Rovers |
| Leicester City                                        | Tim Flowers, Frank Sinclair, Matt Elliott, Gerry Taggart, Stefan Oakes (77. Andy Impey), Steve Guppy, Robbie Savage, Muzzy Izzet, Neil Lennon, Tony Cottee (89. Ian Marshall), Emile Heskey Cheftrainer: Martin O’Neill | Joe Murphy, Reuben Hazell, Dave Challinor, Clint Hill, Gareth Roberts, Andy Parkinson (66. Steve Yates), Gary Jones, Nick Henry, Alan Mahon, David Kelly, Scott Taylor Cheftrainer: John Aldridge | Tranmere Rovers |
| Leicester City                                        | 1:0 Matt Elliott (29.) 2:1 Matt Elliott (81.) | 1:1 David Kelly (77.) | Tranmere Rovers |
| Finale                                                | | |                 |
| Sonntag, 27. Februar 2000 in London (Wembley-Stadion) | | |                 |
| Ergebnis: 2:1 (1:0)                                   | | |                 |
| Zuschauer: 74.313                                     | | |                 |
| Schiedsrichter: Alan Wilkie                           | | |                 |
| Spielbericht                                          | | |                 |